# Firelight
Firelight – maltański zespół muzyczny założony w 2013 roku, reprezentant Malty podczas 59. Konkursu Piosenki Eurowizji w 2014 roku.

## Historia

### Powstanie zespołu
Zespół Firelight powstał w 2013 roku z inicjatywy wokalisty i kompozytora Richarda Edwardsa Micallefa, który gra także na instrumentach perkusyjnych, gitarze akustycznej i cymbałach appallaskich. W skład formacji weszła jego siostra, Michelle Mifsud (grająca na fortepianie), dwaj bracia – chórzysta Wayne William i gitarzysta Daniel Micallef, a także kontrabasista Tony Polidano oraz Leslie Decesare grający na perkusji i harmonijce ustnej.

### Od 2013: Konkurs Piosenki Eurowizji,Backdrop of Life

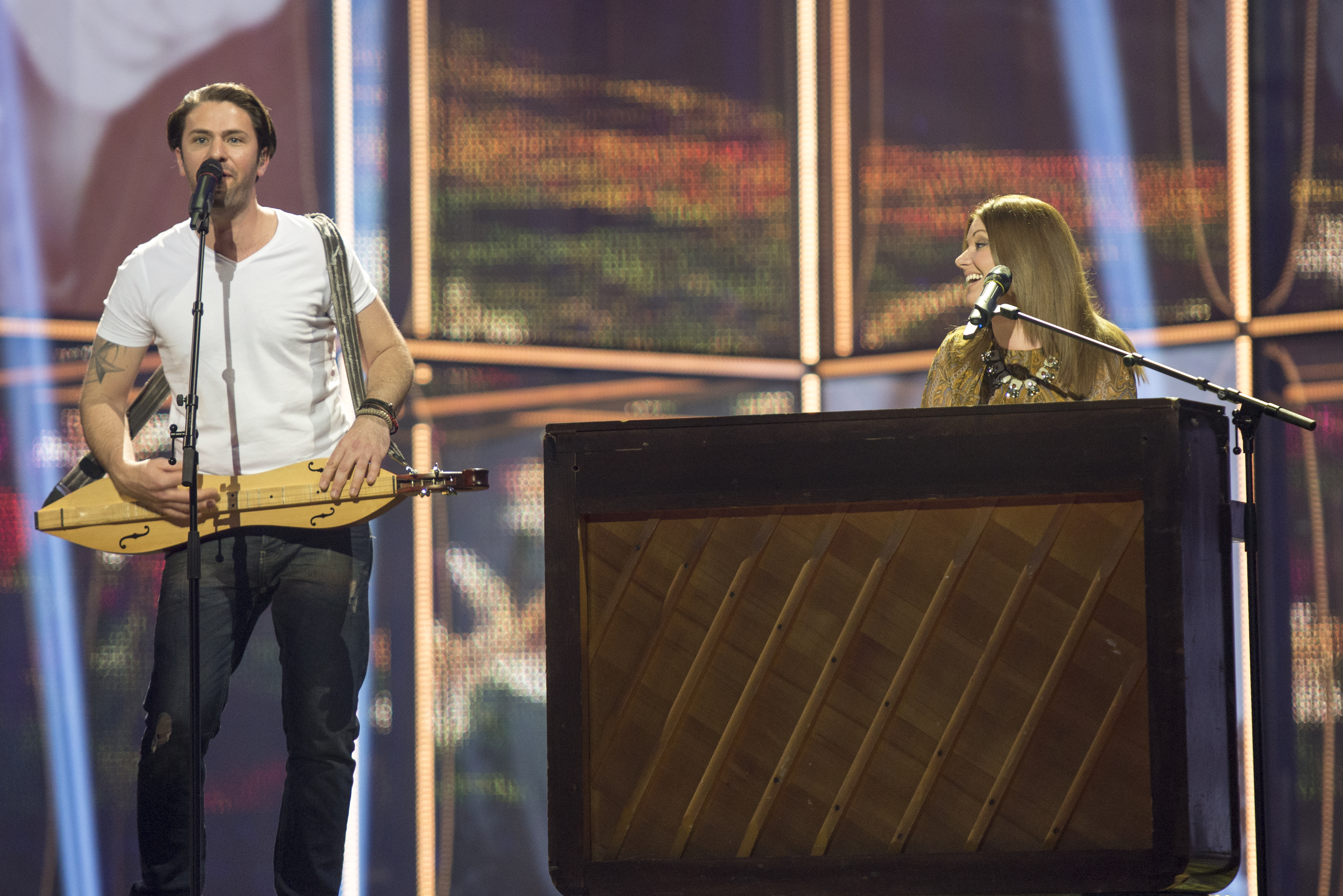
Zespół podczas prób do występu w półfinale 59. Konkursu Piosenki Eurowizji w 2014 roku

W listopadzie 2013 roku zespół zgłosił się do udziału w maltańskich eliminacjach do 59. Konkursu Piosenki Eurowizji z utworem „Coming Home”, który został zakwalifikowany do stawki półfinałowej jako jedna z dwudziestu propozycji wyłonionych spośród 210 kandydatur nadesłanych do siedziby stacji. Na początku lutego grupa wystąpiła w półfinale selekcji i awansowała do finału, ostatecznie zajmując w nim pierwsze miejsce, zostając tym samym reprezentantem Malty podczas Konkursu Piosenki Eurowizji organizowanego w 2014 roku w Kopenhadze. 
W maju Firelight otworzył stawkę półfinałową drugiego półfinału Konkursu Piosenki Eurowizji, kwalifikując się do finału z dziewiątego miejsca. Podczas koncertu finałowego widowiska, który odbył się 10 maja, zespół zajął 23. miejsce, zdobywając łącznie 32 punkty. Po opublikowaniu szczegółowych wyników głosowania telewidzów i krajowych komisji jurorskich okazało się, że maltańska propozycja uplasowała się na szóstym miejscu rankingu jurorskiego oraz na 24. lokacie w głosowaniu widzów, zdobywając tym samym jedne z najbardziej rozbieżnych rezultatów spośród wszystkich reprezentantów w konkursie, podobnie jak duet Donatan i Cleo z Polski, którzy zostali ocenieni znacznie lepiej przez publiczność (5. miejsce) niż sędziów (23. miejsce).
Pod koniec września tego samego roku zespół wydał swoją debiutancką płytę studyjną zatytułowaną Backdrop of Life, którą promowały single „Coming Home” i „Talk Dirty”. W listopadzie formacja wystąpiła jako muzyczny gość specjalny krajowych eliminacji do 60. Konkursu Piosenki Eurowizji, natomiast w grudniu opublikowała pierwszą w dorobku świąteczną piosenkę – „Christmas Day”.

## Dyskografia

### Albumy studyjne
- Backdrop of Life (2014)

### Single
- „Coming Home” (2014)
- „Talk Dirty” (2014)